# Paroecobius
Paroecobius is een geslacht van spinnen uit de familie spiraalspinnen.

## Soorten
- Paroecobius nicolaii Wunderlich, 1995
- Paroecobius wilmotae Lamoral, 1981